# Trizopagurus strigatus
Trizopagurus strigatus ist ein Einsiedlerkrebs aus dem tropischen Indopazifik. Sein Verbreitungsgebiet reicht vom Roten Meer und der Ostküste Afrikas bis nach Japan, Hawaii, Neuguinea und Australien. Er ist nachtaktiv, bewohnt Korallenriffe und ist in seinem Lebensraum selten.
Erwachsene Tiere benutzen Gehäuse von Kegelschnecken (Conidae) um ihren weichen Hinterleib zu schützen und haben, angepasst an den schlitzartigen Eingang der Schneckengehäuse, einen sehr flachen Körperbau. Der Carapax der Krebse ist weiß, die Gliedmaßen eng orange und rot geringelt, Fühler und Augenstiele sind rot, die Augen orange. Juvenile Krebse nutzen die Gehäuse von Schnecken der Gattungen Murex und Mitra. Trizopagurus strigatus wird etwa sechs Zentimeter lang.
Die Krebse sind Allesfresser und ernähren sich von Algen, Aas und von allerlei wirbellosen Tieren.
Trizopagurus strigatus wird manchmal für die Aquarienhaltung importiert und ist leicht zu halten.